# میدل آیلند (نیویورک)
میدل آیلند (به انگلیسی: Middle Island) یک منطقهٔ مسکونی در ایالات متحده آمریکا است که در شهرستان سافک، نیویورک واقع شده‌است. میدل آیلند ۲۱٫۵ کیلومتر مربع مساحت و ۱۰٬۴۸۳ نفر جمعیت دارد و ۲۵ متر بالاتر از سطح دریا واقع شده‌است.